# Юдаков, Сулейман Александрович
Сулейман (Соломо́н) Алекса́ндрович Юдако́в (1 (14) апреля 1916, Коканд — 1990, Ташкент) — советский композитор. Народный артист Узбекской ССР (1976), лауреат Сталинской премии третьей степени (1951), Государственной премии Узбекской ССР, один из зачинателей новых жанров в национальном искусстве бухарских евреев, таджиков и узбеков, создатель первой узбекской комической оперы «Проделки Майсары», комедийно-сатирического балета «Юность Насреддина». В 1944 году им была написана мелодия гимна Таджикской ССР. Позднее, написанная им мелодия легла в основу современного гимна Таджикистана.

## Биография
Родился в Коканде в семье бухарских евреев.
Оставшись без родителей, с 12 летнего возраста воспитывался в Кокандском детском доме. Здесь начались его первые систематические занятия музыкой: обучение нотной грамоте, игре на балалайке, мандолине, гитаре, духовых инструментах. Его первым учителем музыки был Михаил Генрихович Найгоф.
1932 год — Сулейман начинает учёбу на музыкальном рабфаке при МГК имени П. И. Чайковского по классу флейты.
1939 год — студент композиторского факультета консерватории в классе Р. М. Глиэра.
1941 год — с началом войны композитор прерывает учёбу и возвращается в Ташкент.
В 1944 году им была написана мелодия гимна Таджикской ССР. Позднее, написанная им мелодия легла в основу современного гимна Таджикистана.
1945 год — пишет музыкальную драму «Сын» («Фарзанд»).
После войны (вторая половина 40-х) создаёт множество произведений:
- «Восточная поэма» для скрипки с фортепиано
- «Фантазия для скрипки, виолончели и фортепиано»
- «Танцевальная сюита» для двух фортепиано. Композиция сюиты трёхчастна: «Хорезмское праздничное шествие», «Азербайджанский лирический танец», «Ферганская пляска».

В 1958 году С. А. Юдаков написал первую узбекскую комическую оперу «Проделки Майсары».
В 1959 году опера была поставлена в БУзГАТОБ имени А. Навои. Опера имела грандиозный успех. Была переведена на 9 языков и поставлена во многих странах ближнего и дальнего зарубежья (постановка в Московском театре «Ромэн» — в 1960 году; в Польском городе Лодзь — в 1975 году).
В 1967 году Юдаков создал первый узбекский комический балет «Юность Насреддина».
Умер 5 ноября 1990 года. Похоронен в Ташкенте на Бухарско-еврейском кладбище.

## Награды и премии
- Сталинская премия третьей степени (1951) — за вокально-симфоническую сюиту «Мирзачуль» (1950)[2]
- Государственная премия Узбекской ССР имени Хамзы (1977)[3]
- Заслуженный деятель искусств Узбекской ССР (1961)
- Народный артист Узбекской ССР (1976)
- орден Трудового Красного Знамени (18.03.1959)[4]
- орден «Знак Почёта» (06.12.1951)[5]
- медали

## Память
В начале декабря 2008 года открылся для посетителей Дом-музей Сулеймана Юдакова в Доме композиторов Узбекистана по улице Я. Гулямова, 69. Музей Сулеймана Юдакова создан группой энтузиастов во главе с известным журналистом, давним другом композитора Борисом Бабаевым, поклонников его музыки при поддержке Союза композиторов Узбекистана.
Основными целями деятельности музея являются проведение исследований в сфере культуры и искусства, научных конференций, творческих вечеров и концертов, издание информационных материалов, научных монографий, книг, альбомов, подготовка видео- и аудиоматериалов, компакт-дисков.
Сулейман Юдаков. Музыка на все времена
Под таким названием в Ташкенте вышла в свет очередная книга о Сулеймане Юдакове — выдающемся представителе музыкального искусства Узбекистана второй половины XX века. А появилась она, благодаря содействию Союза композиторов Узбекистана, Национальной библиотеки имени А. Навои и Общественного музея Сулеймана Юдакова. Редакторы-составители издания — известные узбекистанские профессионалы — музыковед В. З. Плунгян и журналист Б. Р. Бабаев. Этот опус создан в связи с большим событием в музыкальной жизни нашей республики — столетием со дня рождения солнечного, позитивного, жизнерадостного, ликующего и всенародно любимого композитора Сулеймана Юдакова.